# Première bataille de Kharkov
Pour les articles homonymes, voir Bataille de Kharkov.
Seconde Guerre mondiale
Batailles
Phase 1
- Brest-Litovsk
- Białystok–Minsk
- Pays baltes
- Raseiniai
- Brody
- Bessarabie et Bucovine du Nord
- Moguilev

Phase 2
- Smolensk
  - Roslavl-Novozybkov (en)
- Avance sur Léningrad

Phase 3
- Ouman
- Odessa
- 1re Kiev
- Tallinn
- Petrikovka (en)
- Ielnia
- Léningrad
- Mer d'Azov (en)

Phase 4
- 1re Kharkov
- Beowulf
- Donbass-Rostov (en)
- Briansk (en)
- 1re Crimée
  - Sébastopol
- Tikhvine
- 1re Rostov
- Gorki
- Moscou

Front de l’Est

Prémices :
- Campagne de Pologne
- Guerre d’Hiver

Guerre germano-soviétique :
- 1941 : L'invasion de l'URSS

- Opération Barbarossa

Front nord : 
- Guerre de Continuation
- Opération Silberfuchs
- Siège de Léningrad

Front central : 
- 2e bataille de Brest-Litovsk
- Bataille de Białystok–Minsk
- 1re bataille de Smolensk
- Bataille de Kiev

Front sud : 
- Siège d'Odessa
- Campagne de Crimée

- 1941-1942 : La contre-offensive soviétique

Front nord : 
- Poche de Demiansk
- Poche de Kholm

Front central : 
- Bataille de Moscou

Front sud : 
- Seconde bataille de Kharkov

- 1942-1943 : De Fall Blau à 3e Kharkov

Front nord : 
- Offensive de Siniavino
- Opération Iskra
- Bataille de Krasny Bor
- Opération Poliarnaïa Zvezda

Front central : 
- Opération Mars

Front sud : 
- Bataille du Caucase (opération Fall Blau)
- Bataille de Stalingrad
- Opération Uranus
- Opération Saturne
- Offensive d'Ostrogojsk-Rossoch
- Offensive de Voronej-Kastornoe
- Opération Gallop
- Opération Étoile
- Troisième bataille de Kharkov

- 1943-1944 : Libération de l'Ukraine et de la Biélorussie

Front central : 
- 2e bataille de Smolensk
- Opération Bagration

Front sud : 
- Bataille de Koursk
- Bataille du Dniepr
- Offensive Dniepr-Carpates
- Offensive de Crimée
- Offensive de Lvov-Sandomir

- 1944-1945 : Campagnes d'Europe centrale et d'Allemagne

Allemagne : 
- Offensive Vistule-Oder
- Offensive de Poméranie orientale
- Siège de Breslau
- Offensive de Prusse-Orientale
- Bataille de Königsberg
- Bataille de Seelow
- Bataille de Bautzen
- Bataille de Berlin
- Capitulation allemande

Front nord et Finlande : 
- Guerre de Laponie
- Offensive Leningrad-Novgorod
- Bataille de Narva

Europe orientale : 
- Opération Margarethe
- Insurrection de Varsovie
- Soulèvement national slovaque
- Opération Panzerfaust
- Bataille de Budapest
- Opération Frühlingserwachen
- Offensive de Vienne
- Insurrection de Prague
- Offensive de Prague
- Bataille de Slivice

Front d’Europe de l’Ouest

Campagnes d'Afrique, du Moyen-Orient et de Méditerranée

Bataille de l’Atlantique

Guerre du Pacifique

Guerre sino-japonaise

Théâtre américain
La première bataille de Kharkov, appelée ainsi par Wilhelm Keitel, est une bataille livrée entre le 20 et le 24 octobre 1941, quand la Wehrmacht mit au point un combat tactique pour s'emparer de la ville de Kharkov (aujourd'hui Kharkiv en ukrainien).

## La bataille

### Avant la bataille

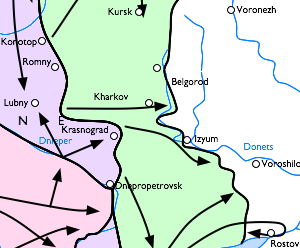
Carte représentant l'avancée allemande sur le front de l'Est, plus précisément dans la région de Kharkov en octobre 1941.

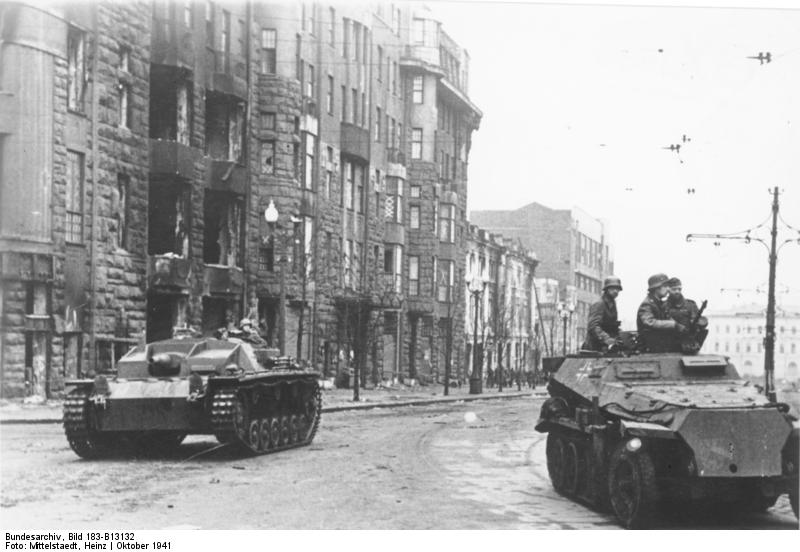
Un Sturmgeschütz III (à gauche) et un SdKfz 250 (à droite) allemands progressent dans les rues de Kharkov en octobre 1941.

Cette bataille s'inscrit dans la phase finale de l'opération Barbarossa et vit sur le champ de bataille la 6e armée allemande du groupe d'armées Sud s'opposer aux 28e et 38e armées soviétiques. Ces dernières doivent défendre la ville et contenir le plus longtemps possible l'avancée de l'armée allemande pour permettre le démontage et le transfert des usines soviétiques vers l'est.
En automne 1941, Kharkov est considérée comme l'une des plus importantes bases stratégiques pour les connexions de chemin de fer, elle relie l'axe est-ouest et nord-sud d'Ukraine.
Kharkov est alors l'un des plus grands centres industriels de l'Union soviétique. La plus grande contribution de chars T-34, à la fois conçus et développés dans les usines de tracteurs de la ville. La ville possède les réservoirs d'essence les plus grands du pays. La ville possède une usine aéronautique, une usine de turbines, de tracteurs d'artillerie, de mortiers de 82 mm, de mitraillettes et de munitions.
La population de la ville au 1er mai 1941 était de 901 000. En septembre 1941, la population atteint un sommet de 1,5 million de personnes. Après de multiples attaques, la population de Kharkov diminue ensuite progressivement jusqu'à 180 000, au moment la libération de la ville en août 1943.

### Déroulement
Le 55e corps d'armée allemand commandé par le général Erwin Vierow avance sur Kharkov. Pour la défense de Kharkov, la 216e division de fusiliers est reformée à Kharkov après sa destruction à Kiev. Elle a reçu peu de soutien et la défense de Kharkov était seulement nécessaire aussi longtemps que son équipement de l'usine n'avait pas été complètement évacué.
Le 21 octobre, tous les équipements et les machines des usines avaient été chargés sur des trains de marchandises prêts à partir vers l'est. Mais ce même jour, la 101e division d'infanterie allemande se rapproche à près de 11 km de la gare de triage.
Le 22 octobre, le 228e régiment d'infanterie allemand reçoit l'ordre de procéder à la reconnaissance des lieux afin de déterminer la résistance de l'ennemi. Ce même jour, à midi, le régiment est attaqué par un bataillon d'infanterie soviétique appuyé par des chars. L'attaque est repoussée et deux réservoirs à essence sont désactivés.
Pour l'attaque, le 3e bataillon attaque le flanc droit et est renforcé avec deux canons d'artillerie de la division des canons de 88 mm, du 85e régiment d'artillerie. Le 2e bataillon reste en renfort. Le 1er bataillon du régiment reste en réserve.
Le 20 octobre 1941, l'évacuation des installations industrielles est pratiquement achevée. Trois cent vingt trains ont été envoyés avec le matériel à partir de 70 grandes usines.
L'attaque débute le 23 octobre, l'artillerie n'était pas prête pour l'attaque prévue à midi, de sorte que celle-ci a dû être reportée, car les canons avait été coincés dans la boue à l'arrière, ils arrivent à l'avant à 14 h 30, et l'artillerie était prête et l'heure d'attaque à 15 h 00.
La 6e armée allemande encercla la ville par le nord tandis que la 17e armée fit de même en prenant par le sud, depuis les positions défensives soviétiques le 24 octobre.
Bien que la ville ait été prise par les troupes allemandes ce même jour, la majeure partie des transports par chemin de fer[pas clair] furent évacués par les autorités soviétiques.
Kharkov est prise par la 6e armée allemande, sous le commandement de Walther von Reichenau, le 24 octobre 1941.

## Sources
- (es) Cet article est partiellement ou en totalité issu de l’article de Wikipédia en espagnol intitulé « Primera batalla de Járkov » (voir la liste des auteurs).